# Georg Herbstritt
Georg Herbstritt (* 1965 in Schluchsee) ist ein deutscher Historiker.

## Leben
Herbstritt studierte in den Jahren 1985–1992 Neuere und Neueste Geschichte, Osteuropäische Geschichte und Katholische Theologie in Freiburg im Breisgau. Von 1994 bis 1998 war er wissenschaftlicher Mitarbeiter des Landesbeauftragten für die Stasi-Unterlagen (LStU) Mecklenburg-Vorpommern, heute Landesbeauftragter für Mecklenburg-Vorpommern für die Aufarbeitung der SED-Diktatur.
Seit 1999 ist er wissenschaftlicher Mitarbeiter der Behörde des Bundesbeauftragten für die Unterlagen des Staatssicherheitsdienstes der ehemaligen Deutschen Demokratischen Republik (BStU), Abteilung Bildung und Forschung.
2007 wurde er zum Dr. phil. an der Humboldt-Universität zu Berlin promoviert.
Seine Forschungsschwerpunkte sind die „Westarbeit“ des Ministeriums für Staatssicherheit (MfS), MfS und Rumänien und die Regional- und Zeitgeschichte Mecklenburg-Vorpommerns.

## Rezeption
Herbstritts Dissertation über Bundesbürger im Dienst der DDR-Spionage wurde sowohl in der Fachöffentlichkeit als auch in der Tages- und Wochenpresse weit überwiegend positiv rezipiert. Der deutsche Historiker Gerhard Wettig bescheinigt der Studie, die „interne Arbeitsweise der ostdeutschen Auslandsspionage genau, umfassend und tiefschürfend analysiert“ zu haben und empfahl sie „nicht nur Fachleuten, sondern auch interessierten Laien uneingeschränkt“. Armin Wagner bezeichnet das Buch als „Meilenstein der deutsch-deutschen Geheimdienstforschung“ und Clemens Heitmann nannte das Werk eine „ungemein materialreiche[.], akribisch recherchierte[.] und spannend geschriebene[.] Studie“. Detlef Kühn erkannte Herbstritts Arbeit in der Frankfurter Allgemeinen Zeitung als verdienstvolle Studie an, Cornelius Wüllenkemper befand in der Süddeutschen Zeitung, Herbstritt habe eine erhellende und interessante Arbeit verfasst und lobte den nüchternen und sachlichen Stil des Verfassers. Toralf Staud beschrieb in der Zeit die Arbeit als eine Art „‚Kollektivbiografie zu den West-IM der siebziger und achtziger Jahre‘, die durch einige spannende Fallstudien vertieft“ werde. Der Historiker Hubertus Knabe kritisierte, es sei ist nicht nachvollziehbar, warum sich Herbstritt einerseits intensiv um den Nachweis bemüht, dass die DDR-Spionage weniger erfolgreich gewesen sei als vermutet, er aber andererseits oft das Gegenteil belege. Bei der Wirtschaftsspionage illustriere Herbstritt zwar ansatzweise deren Folgen, die er jedoch unterbewerte, da er den wirtschaftlichen Schaden ausklammere, der den ausspionierten Unternehmen dadurch entstand. Unberücksichtigt lasse Herbstritt auch die Frage, wie es um die DDR-Ökonomie bestellt gewesen wäre, wenn es den systematischen Technologiediebstahl im Westen nicht gegeben hätte. Dagegen findet Knabe Herbstritts Exkurse zum sicheren Informations- und Referenzsystem für Aufsichts- und Kontrollbehörden (SIRA-Registratur) interessant und die Auslassungen zu den Rosenholz-Dateien lesenswert.

## Schriften
Sammelbände und Monographien
- Der Deutsche Bundestag 1949 bis 1989 in den Akten des Ministeriums für Staatssicherheit (MfS) der DDR. Gutachten für den Deutschen Bundestag gemäß § 37 (3) des Stasi-Unterlagen-Gesetzes. (Hrsg.: Der Bundesbeauftragte für die Unterlagen des Staatssicherheitsdienstes der ehemaligen DDR.) Berlin 2013.
- Bundesbürger im Dienst der DDR-Spionage. Eine analytische Studie. Göttingen 2007.
- mit Stejarel Olaru: Stasi securitatea (= Stasi und Securitate). Bukarest 2005.
- mit Stejărel Olaru: Vademekum Contemporary History Romania. A Guide through Archives, Research Institutions, Libraries, Societies, Museums and Memorial Places. Berlin, Bukarest 2004.
- mit Helmut Müller-Enbergs: Das Gesicht dem Westen zu … DDR-Spionage gegen die Bundesrepublik Deutschland. Bremen 2003.
- mit Anne Drescher und Jörn Mothes: „Recht muß doch Recht bleiben“. Das Justizgebäude am Schweriner Demmlerplatz in sechs Epochen deutscher Geschichte. Schwerin 1999.
- Die Lageberichte der Deutschen Volkspolizei im Herbst 1989. Eine Chronik der Wende im Bezirk Neubrandenburg. Mit einem Anhang: Studie über das Verhältnis von Volkspolizei und Staatssicherheit, dargestellt am Beispiel des Kampfes gegen die mecklenburgische Landeskirche. Schwerin 1998.
- „… den neuen Menschen schaffen.“ Schule und Erziehung in Mecklenburg-Vorpommern und die Konflikte um die Schweriner Goetheschule von 1945 bis 1953. Schwerin 1996.
- mit Anne Drescher und Jörn Mothes: Aufbruch '89. Über den Beginn der Wende in Schwerin. Dokumentation. Schwerin 1994.
- Vierzig Jahre DDR. Kleiner Archivführer für Mecklenburg-Vorpommern. 1. Schwerin Schwerin 1994, 32 S.; 2. erweiterte Auflage Schwerin 1995, 44 S.; 3. aktualisierte Schwerin Schwerin 1996.
- Ein Weg der Verständigung? Die umstrittene Deutschland- und Ostpolitik des Reichskanzlers a. D. Dr. Joseph Wirth in der Zeit des Kalten Krieges (1945/51–1955). Frankfurt/M. u. a. 1993.